# Judith Rich Harris
Judith Rich Harris (ur. 10 lutego 1938, zm. 29 grudnia 2018) – amerykańska psycholog.

## Życiorys
Harris w młodości przeprowadzała się w Stanach do czasu, aż jej rodzice w końcu osiedlili się w Tucson w Arizonie. Uczęszczała tam do szkoły średniej, a następnie podjęła studia na Uniwersytet Stanu Arizona i na Brandeis University w Waltham w Massachusetts, który ukończyła z wyróżnieniem w 1959 roku. W 1961 roku uzyskała magisterium z psychologii na Harvard University. Uczestniczyła na tym uniwersytecie także w programie prowadzącym do uzyskania doktoratu. Jednak w 1960 została skreślona z listy uczestników programu gdyż, jak brzmiało uzasadnienie: jej oryginalność i niezależność są rozbieżne ze standardami przyjętymi na Uniwersytecie Harvarda.
W 1961 roku wyszła za mąż za Charlesa S. Harrisa, z którym miała dwie córki, w tym jedną zaadoptowaną, oraz czwórkę wnucząt. Od 1977 roku cierpiała na chroniczną chorobę autoimmunologiczną (pewne połączenie toczenia rumieniowatego układowego z twardziną).

## Koncepcje i publikacje
W późnych latach 70., Harris opracowała matematyczny model wizualnego przetwarzania informacji publikując na ten temat dwa artykuły w piśmie Perception and Psychophysics (1979, 1984). Po roku 1981 skupiła się na opracowywaniu podręczników z zakresu psychologii rozwojowej. Wraz z Robertem Liebertem, była współautorką The Child (Dziecko, 1984) i Infant and Child (Niemowlę i dziecko, 1992).
W 1994 roku sformułowała teorię rozwoju dziecka, koncentrując się bardziej na wpływie grupy rówieśniczej niż na wpływie rodziny. Swoje tezy przedstawiła w 1995 roku w artykule opublikowanym w Psychological Review, za który otrzymała nagrodę im. George’a A. Millera Amerykańskiego Stowarzyszenia Psychologicznego w kategorii Psychologia Ogólna. Ironią losu jest fakt, że to właśnie George A. Miller skreślił Harris ze studiów doktoranckich, jakie odbywała na Harvard University. W 1998 roku opublikowała swoją książkę The Nurture Assumption (tłum pol. Geny czy wychowanie), w której skrytykowała przekonanie, że rodzice są najważniejszym czynnikiem w rozwoju dziecka i przedstawiła dowody, które przeczą temu przekonaniu. Zweryfikowała badania, które stawiają tezę, o wpływie środowiska rodzinnego na dzieci wskazując, na przykład, że jeśli agresywni rodzice mają większe prawdopodobieństwo mieć agresywne dzieci, to nie musi to być wynikiem wzorowania się dzieci na rodzicach lecz raczej bywa skutkiem odziedziczenia agresji w genach. Harris krytycznie odniosła się też do teorii efektu kolejności urodzenia (dziecka w rodzinie). Wskazuje, że grupa rówieśnicza stanowi najistotniejszy czynnik kształtujący psychikę dziecka. Według autorki tej książki dzieci identyfikują się bardziej z rówieśnikami z klasy szkolnej niż ze swoimi rodzicami i modyfikują swoje zachowania odpowiednio do grupy rówieśniczej co w ostateczności formuje ich indywidualny charakter. Praca Geny czy wychowanie spotkała się mieszanym przyjęciem. Psycholog Steven Pinker z Harvard University przewiduje, że praca ta stanie się punktem zwrotnym w historii psychologii. Jednak Frank Farley z Temple University stwierdził, że autorka przyjęła ekstremalny punkt widzenia opierając się na ograniczonej liczbie danych, a Jerome Kagan z Harvard University wskazał, że ignoruje ona ważne fakty, niezgodne z konkluzjami, do jakich książka prowadzi.
W 2006 roku ukazała się jej praca No Two Alike. Human Nature and Human Individuality (Każdy inny. O naturze ludzi i niepowtarzalności człowieka), w której stara się wyjaśnić dlaczego osobowość ludzi bywa tak różna, nawet w przypadku bliźniąt, które wychowały się w tym samym domu. Stawia tezę, że na osobowość wpływają trzy główne czynniki: system związków międzyludzkich (dzięki któremu odróżnia się osoby z rodziny od osób obcych), system socjalizacji (który pomaga stać się członkiem grupy i wchłonąć kulturę grupy) oraz system statusów (który umożliwia nabycie wiedzy o samym sobie mierząc się wobec innych). Książka No Two Alike stanowi rozwinięcie pracy Geny czy wychowanie. Autorka stara się też w niej odeprzeć część krytyki, jaka została wymierzona w Geny czy wychowanie.

## Publikacje
W języku polskim:
- Każdy inny. O naturze ludzi i niepowtarzalności człowieka, tł. Agnieszka Nowak, Sopot 2010, Wydawnictwo Smak Słowa, s. 352, ISBN 978-83-928234-1-4 (No Two Alike. Human Nature and Human Individuality, 2006)
- Geny czy wychowanie? Co wyrośnie z naszych dzieci i dlaczego, Warszawa 2000, Wydawnictwo Jacek Santorski, s. 440, ISBN 83-86821-91-4 (The nurture assumption: Why children turn out the way they do, 1998)